# 히마루야 히데카즈
히마루야 히데카즈(일본어: 日丸屋秀和, 1985년 5월 8일 후쿠시마현 고리야마시 ~ )는 일본의 만화가이다. 현재는 미국 뉴욕에 거주하고 있으며 파슨스 디자인 스쿨을 중퇴하였다.

## 경력
2003년 3월 《나가자! 기타코 방송부 (すすめ!きたこー放送部)》로 점프 데즈카상과 아카쓰카상 최종 후보에 올랐으며 2003년 9월 《시골의 노노 (いなかのノノ)》로 점프 데즈카상과 아카쓰카상 최종 후보에 올랐다.
2008년 3월 겐토샤에서 책으로 출판된 《헤타리아 Axis Powers》를 통해 상업 작품으로 데뷔하였으며 2009년 2월 《코믹 버즈》 (2009년 4월호)에 《꼬마씨 데이트 (ちびさんデイト)》의 연재를 시작하였다.
2013년 9월 슈에이샤의 《점프스퀘어》에 《다이쇼 낭만 - 악마야, 그만 해! (大正浪漫 鬼さんやめてえぇっ!!)》의 연재를 시작하였으며 2014년 9월 슈에이샤가 운영하는 웹사이트 《소년 점프+》에 《헤타리아 World☆Stars (ヘタリア World☆Stars)》의 연재를 시작하였다.
2021년 1월 《점프스퀘어》에 《총리 구락부 (総理倶楽部)》의 연재를 개시했다.

## 인물
2003년부터 인터넷에 창작 활동을 시작하였으며 활동 초기에는 히마루야 가즈요시(日丸屋和良)라는 필명으로 활동하였다. 또한 히마루야(日丸屋)라는 필명은 지인으로부터 계승한 것이지만 의미나 유래는 본인도 모른다고 한다.
그가 인터넷에 연재했던 작품인 《나가자! 기타코 방송부 (すすめ!きたこー放送部)》와 《바르요나 범버즈 (バルヨナボンバーズ)》는 방송부 활동을 주제로 한 만화인데 작가 자신도 고등학교 재학 시절에 방송부로 활동한 경험이 있었다고 한다.

## 작품 목록

### 연재 중인 작품
- 《헤타리아 Axis Powers (ヘタリア Axis Powers)》 (겐토샤, 코믹 버즈, 2011년 11월호부터 연재 중)
- 《다이쇼 낭만 - 악마야, 그만 해! (大正浪漫 鬼さんやめてえぇっ!!)》 (슈에이샤, 점프스퀘어, 2013년 9월호부터 연재 중)
- 《헤타리아 World☆Stars (ヘタリア World☆Stars)》 (슈에이샤, 소년 점프+, 2014년 9월부터 연재 중)
- 《총리 구락부 (総理倶楽部)》 (콘티 구성: 사쿠라 켄이치, 슈에이샤, 점프스퀘어, 2021년 2월호부터 연재 중)

### 과거 연재 작품
- 《꼬마씨 데이트 (ちびさんデイト)》 (겐토샤, 코믹 버즈 → comic스피카) - 작가의 블로그에서 간단한 캐릭터 소개와 짧은 만화를 볼 수 있으며 작가가 만든 꼬마씨 데이트의 사이트에서도 인물 소개 등을 볼 수 있다. 2009년 코믹 버즈에 연재를 시작했으며 2011년 comic스피카에 연재되었다. 2013년 4월 《comic스피카》 19호를 끝으로 연재가 종료되었으며 단행본 4권이 출판되었다.

### 단행본
- 《헤타리아 Axis Powers (ヘタリア Axis Powers)》 (겐토샤, 2008년 3월 17일)
- 《헤타리아 2 Axis Powers (ヘタリア 2 Axis Powers)》 (겐토샤, 2008년 12월 10일)
- 《헤타리아 3 Axis Powers (ヘタリア 3 Axis Powers)》 (겐토샤, 2010년 5월 21일)
- 《헤타리아 4 Axis Powers (ヘタリア 4 Axis Powers)》 (겐토샤, 2011년 6월 30일)
- 《헤타리아 5 Axis Powers (ヘタリア 5 Axis Powers)》 (겐토샤, 2012년 7월 31일)
- 《헤타리아 6 Axis Powers (ヘタリア 6 Axis Powers)》 (겐토샤, 2013년 10월 31일) - 자신의 홈페이지에 게재하고 있던 헤타리아 Axis Powers를 책으로 출판한 것이다.
- 《꼬마씨 데이트 (1)》 (겐토샤, 2009년 11월 24일)
- 《꼬마씨 데이트 (2)》 (겐토샤, 2012년 2월 24일)
- 《꼬마씨 데이트 (3)》 (겐토샤, 2012년 12월 24일)
- 《꼬마씨 데이트 (4)》 (겐토샤, 2013년 6월 24일) - 앞에서 언급된 만화를 단행본으로 출판한 것이다.

### 그 외의 작품
- 《고양이 멜로! (ねこメロ!)》 Vol.6 (겐토샤, 2009년 1월 16일)

### 화집
- 《헤타리아 Axis Powers ARTBOOK ArteStella)》 (겐토샤, 2011년 2월 28일)
- 《헤타리아 Axis Powers ARTBOOK ArteStella Piccolo)》 (겐토샤, 2012년 3월 27일)

### 웹툰
다음 작품은 작가 자신의 홈페이지에서 볼 수 있다.
- 《나가자! 북공방송부》
- 《바르요나 범버즈》
- 《헤타리아 Axis Powers》

### 동인 게임
- 《아파시 미드나이트 컬렉션》 vol.1
  - 《기둥의 상처》 연출·미술 담당